# Isques
Isques és un municipi francès situat al departament del Pas de Calais i a la regió dels Alts de França. L'any 2007 tenia 1.151 habitants.

## Demografia

### Població
El 2007 la població de fet d'Isques era de 1.151 persones. Hi havia 423 famílies de les quals 74 eren unipersonals (35 homes vivint sols i 39 dones vivint soles), 145 parelles sense fills, 169 parelles amb fills i 35 famílies monoparentals amb fills.
La població ha evolucionat segons el següent gràfic:
Habitants censats

### Habitatges
El 2007 hi havia 459 habitatges, 427 eren l'habitatge principal de la família, 14 eren segones residències i 19 estaven desocupats. 439 eren cases i 20 eren apartaments. Dels 427 habitatges principals, 320 estaven ocupats pels seus propietaris, 95 estaven llogats i ocupats pels llogaters i 12 estaven cedits a títol gratuït; 14 tenien dues cambres, 26 en tenien tres, 102 en tenien quatre i 286 en tenien cinc o més. 341 habitatges disposaven pel capbaix d'una plaça de pàrquing. A 192 habitatges hi havia un automòbil i a 210 n'hi havia dos o més.

### Piràmide de població
La piràmide de població per edats i sexe el 2009 era:
| Homes | Edats   | Dones |
| ----- | ------- | ----- |
| 0     | 95 o +  | 8     |
| 0     | 90 a 94 | 4     |
| 4     | 85 a 89 | 8     |
| 4     | 80 a 84 | 4     |
| 12    | 75 a 79 | 12    |
| 24    | 70 a 74 | 16    |
| 4     | 65 a 69 | 32    |
| 20    | 60 a 64 | 20    |
| 32    | 55 a 59 | 16    |
| 48    | 50 a 54 | 48    |
| 56    | 45 a 49 | 64    |
| 48    | 40 a 44 | 60    |
| 20    | 35 a 39 | 36    |
| 28    | 30 a 34 | 36    |
| 24    | 25 a 29 | 12    |
| 28    | 20 a 24 | 40    |
| 80    | 15 a 19 | 48    |
| 48    | 10 a 14 | 44    |
| 16    | 5 a 9   | 36    |
| 44    | 0 a 4   | 24    |

## Economia
El 2007 la població en edat de treballar era de 779 persones, 558 eren actives i 221 eren inactives. De les 558 persones actives 510 estaven ocupades (274 homes i 236 dones) i 48 estaven aturades (22 homes i 26 dones). De les 221 persones inactives 82 estaven jubilades, 70 estaven estudiant i 69 estaven classificades com a «altres inactius».

### Ingressos
El 2009 a Isques hi havia 437 unitats fiscals que integraven 1.180,5 persones, la mediana anual d'ingressos fiscals per persona era de 17.838 €.

### Activitats econòmiques
Dels 58 establiments que hi havia el 2007, 1 era d'una empresa extractiva, 2 d'empreses alimentàries, 1 d'una empresa de fabricació de material elèctric, 1 d'una empresa de fabricació d'altres productes industrials, 10 d'empreses de construcció, 19 d'empreses de comerç i reparació d'automòbils, 1 d'una empresa d'hostatgeria i restauració, 2 d'empreses financeres, 1 d'una empresa immobiliària, 8 d'empreses de serveis, 5 d'entitats de l'administració pública i 7 d'empreses classificades com a «altres activitats de serveis».
Dels 9 establiments de servei als particulars que hi havia el 2009, 2 eren funeràries, 2 paletes, 2 guixaires pintors, 1 perruqueria, 1 veterinari i 1 saló de bellesa.
Dels 9 establiments comercials que hi havia el 2009, 1 era un supermercat, 2 botiges de menys de 120 m², 2 fleques, 1 una fleca, 1 una botiga d'electrodomèstics, 1 una botiga de mobles i 1 una joieria.
L'any 2000 a Isques hi havia 8 explotacions agrícoles.

## Equipaments sanitaris i escolars
El 2009 hi havia una escola elemental.

## Poblacions més properes
El següent diagrama mostra les poblacions més properes.